# ATG Entertainment
ATG Entertainment Deutschland (vormals Mehr!-Entertainment, BB-Promotion und Mehr-BB-Entertainment) basiert auf einer 2008 von Maik Klokow gegründeten deutschen Unternehmensgruppe im Bereich des Live-Entertainments. Seit April 2024 nennt sich das Unternehmen ATG Entertainment. In Deutschland betreibt die Veranstaltungsfirma das Starlight Express Theater Bochum, das Capitol Theater Düsseldorf, den Musical Dome Köln, den Admiralspalast Berlin und das Mehr! Theater am Großmarkt Hamburg. Von April 2011 bis Anfang 2016 gehörte zudem das Metropol Theater Bremen zu der Unternehmensgruppe.

## Produktionen
- Starlight Express (seit Juni 1988 in Bochum)
- Cats - Das Musical (Theaterzelt-Tournee von Dezember 2010 bis Juni 2013)[7]
- Cats - The Musical (Tournee Juli 2017 bis November 2017; Tournee Juni bis September 2025)
- Hape Kerkelings Kein Pardon – Das Musical (Eigenproduktion, Premiere im November 2011 im Capitol Theater Düsseldorf)[8]
- 49½ Shades! Die Musical-Parodie (Tournee-Produktion von Februar 2014 bis Juli 2014)[9]
- Dirty Dancing - Die Show (Tournee April 2014 bis August 2015[10]; Tournee Oktober 2017 bis März 2019; Tournee Februar 2023 bis Juni 2024)[11]
- Bodyguard - Das Musical (Deutschlandpremiere November 2015 bis August 2017 im Musical Dome Köln; deutschsprachige Tournee Oktober 2019 bis März 2020 (aufgrund der Corona-Pandemie; ursprünglich bis August 2020))
- Bodyguard - The Musical (englischsprachige Tournee November 2025 bis April 2026 in Kooperation mit Limelight Live Entertainment)
- Shrek – Das Musical (Deutschsprachige Uraufführung im Oktober 2014 im Capitol Theater, Tournee-Produktion bis März 2015)[12]
- Billy Elliot - The Musical (Englischsprachige Originalproduktion vom Londoner West End 2017 im Mehr!-Theater am Großmarkt in Hamburg)[13]
- Harry Potter und das verwunschene Kind Teil 1 und 2 (Deutschsprachige Erstaufführung Dezember 2021 bis Januar 2023 im Hamburger Mehr! Theater am Großmarkt)[14]
- Harry Potter und das verwunschene Kind [Neuinszenierung] (Deutschsprachige Erstaufführung Februar 2023 bis [unbekannt] im Hamburger Mehr! Theater am Großmarkt)
- Moulin Rouge! Das Musical (seit November 2022, deutschsprachige Erstaufführung im Musical Dome Köln)
- Abenteuerland - Das Musical (Welturaufführung Oktober 2023 bis Februar 2025 im Capitol Theater Düsseldorf; ab Herbst 2025 auf Tournee)
- Rocky Horror Show - The Musical (Tournee 2008–2009, Tournee 2014–2015, Tournee 2017–2018, Tournee 2021–2022, Tournee 2024–2025)
- Kinky Boots - The Musical (Tournee Oktober 2025 bis Februar 2026 in Kooperation mit Limelight Live Entertainment)
- Mrs. Doubtfire - Das Musical (Oktober 2025 bis [unbekannt] im Capitol Theater Düsseldorf)
- Harry Potter in Concert (diverse Tourneen)
- The Book of Mormon - The Musical (englischsprachige Tournee November bis Dezember 2019 im Musical Dome Köln und Theater 11 Zürich; Februar 2025 in Zürich)
- Miss Saigon - The Musical (englischsprachige Tournee November 2018 bis März 2019 im Musical Dome Köln und Theater 11 Zürich)
- Tanz der Vampire - Das Musical (Tournee Februar 2018 bis September 2018 im Musical Dome Köln in Kooperation mit Stage Entertainment Germany)
- Wicked - The Musical (englischsprachige Tournee November bis Dezember 2017 im Theater 11 Zürich)
- Elisabeth - Das Musical in der gefeierten Schönbrunn Version (Tournee Dezember 2024 bis Januar 2026)
- Ku‘damm 56 - Das Musical (Tournee November 2023 bis Februar 2024 im Deutschen Theater München und in der Alten Oper Frankfurt)
- Robin Hood - Das Musical (Tournee März bis Juli 2024 im Admiralspalast Berlin, Theater 11 Zürich, in der Alten Oper Frankfurt)
- West Side Story (Tournee 2019; englischsprachige Tournee Dezember 2022 bis Februar 2024)
- Bat out of Hell - The Musical (englischsprachige Tournee 2023)
- Berlin, Berlin - Die große Show der goldenen 20er Jahre (Tournee Dezember 2019 bis Februar 2020; Tournee Dezember 2021 bis März 2022; Dezember 2024 bis März 2025)
- Titanic - The Musical (englischsprachige Tournee in der Philarmonie Köln 2019)
- Hair - The Musical (Tournee)
- Chicago - The Musical (englischsprachige Tournee 2019)
- Mamma mia! - Das Musical (Tournee Oktober bis November 2018 in Kooperation mit Stage Entertainment)
- Thriller Live! (englischsprachige Tournee 2019)
- Rock of Ages - The Musical (englischsprachige Tournee im Admiralspalast Berlin)
- Evita - The Musical (englischschprachige Tournee Januar 2019 in der Philarmonie Köln)
- Flashdance - Das Musical (Tournee September 2018 bis Frühjahr 2020)
- Wahnsinn! Das Musical (Tournee März 2016 bis 2020)
- Disneys Die Schöne und das Biest (Tournee 2010–2024)

## Unternehmen
Zum 1. Januar 2013 übernahm die 2008 gegründete Unternehmensgruppe Mehr-Entertainment die Mehrheitsanteile des Hamburger Konzertveranstalters a.s.s. concerts & promotion gmbh und erweitert damit sein Portfolio um den Bereich „Konzertveranstaltungen“ im deutschsprachigen Raum. 2015 eröffnete Klokow das nächste Theater seiner Firmengruppe, das Mehr! Theater am Großmarkt Hamburg.
Im April 2018 verkaufte Maik Klokow die Unternehmensgruppe an den britischen Theaterbetreiber The Ambassador Theatre Group (ATG), er blieb als Geschäftsführer und Produzent eingesetzt. Ab Juli 2018 firmierte die Mehr! Entertainment als Mehr-BB Entertainment GmbH.
2020 bemühte sich Mehr-BB-Entertainment um den Kauf des Metronom Theaters in Oberhausen, nachdem Stage Entertainment Germany den Standort Oberhausen aufgeben wollte, da sie eigenen Aussagen zufolge mit ihren bisherigen Produktionen – bis auf zwei Ausnahmen – keine Gewinne erzielen konnten. Da die Stadt Oberhausen und die Beschäftigten das Theater ebenfalls für Live Entertainment erhalten wollten, freute man sich über das konkrete Kaufangebot von Mehr-BB-Entertainmnt. Allerdings lehnte Stage Entertainment Germany dieses ab, da sie sich zunächst dagegen wehrten, das Metronom Theater an einen Konkurrenten im Bereich des Live Entertainments zu verkaufen. Das Metronom Theater wurde schließlich im März 2024 an Semmel Concerts verkauft und wird seit November 2024 mit wechselnden Produktionen bespielt. Dennoch plant ATG Entertainment (vormals Mehr-BB-Entertainment) durch Kooperationen mit Limelight Live Entertainment, dem Hauptmieter des Metronom Theaters und einer Tochterfirma des Eigentümers Semmel Concerts, durch diverse Gastspiele dem Oberhausener Publikum eigene Produktionen präsentieren zu können.
Im April 2024 übernahm die Mehr-BB Entertainment GmbH den Namen des Mutterkonzerns und heißt seitdem ATG Entertainment. Der Firmensitz wurde von Düsseldorf nach Köln verlegt.

### Mitarbeiter
An den sechs Standorten des Unternehmens arbeiten rund 450 Angestellte im technischen Bereich, in der Gastronomie, in Verwaltung und Buchhaltung. Die Künstler werden mit zeitlich befristeten Verträgen angestellt. Das Unternehmen bildet u. a. Veranstaltungskaufleute und Veranstaltungstechniker in seinen Häusern aus. Das Unternehmen ist nicht tarifgebunden. Die Tageszeitung Neues Deutschland bezeichnete 2011 die Firma als „überwiegend betriebsrats- und tarifvertragslose(s) Unternehmen.“

### Firmenteile
- Mehr! Entertainment
- Mehr! Marketing & Sales, Kommunikation
- Mehr! Productions, Eigenproduktionen
- Mehr! Events & Location, Eventmanagement
- Eintrittskarten.de, Ticketing

- a.s.s. concerts & promotion GmbH, Konzertveranstaltungen
  - Selective Artists
  - Dragon Productions, Metal-Sektion
  - K-Musix, Gala- und Event-Sektion